# Ноублз, Джеральд
Джеральд Ноублз (англ. Gerald Nobles, родился 4 января 1971 в Филадельфии, США) — американский боксёр-профессионал, выступающий в супертяжелой весовой категории. Боксировал с Николаем Валуевым, который нанёс ему единственное поражение в карьере.